# Грёна Лунд
Тиволи Грёна Лунд (швед. Tivoli Gröna Lund (буквально «зелёная роща») — парк развлечений в Стокгольме, Швеция. Находится на побережье острова Юргорден. Относительно небольшой по сравнению с другими парками развлечений, поскольку его расширению препятствует расположение в центре Стокгольма. Насчитывает свыше 30 аттракционов, летом — популярное место для проведения концертов. Основан в 1883 году.

## История
Существуя с 1880-х годов, является самым старым парком развлечений в Швеции. В 1883 году Якоб Шультнайсс взял эту территорию в аренду для того, чтобы «поставить карусели и другие аттракционы», и до 2001 г. парком владели его наследники. 

## Современное состояние
Большая часть аттракционов обычна для парков развлечений. Известен также как место рок- и поп-концертов. Рекордным по числу зрителей был концерт Боба Марли в 1980 году, привлекший 32 тыс. чел..

## Транспорт
До парка можно доехать на трамвае 7, автобусе 44 и паромах, связывающих его со Cлюссеном и Старым городом.

## Проишествия
25 июня 2023 года американские горки Jetline частично сошли с рельсов. В результате один человек погиб и девять получили ранения, в том числе дети. Пострадавшие девять человек находятся в больнице, трое из них – с тяжёлыми травмами.
По словам очевидцев, во время работы аттракциона часть вагонов сошла с рельсов, в результате чего люди упали на землю.
Шведская полиция объявила, что расследует инцидент.
«Мы эвакуируем парк развлечений и начали расследование», - сказал представитель полиции.
Американские горки Jetline с трассой высотой 30 метров, где скорость может достигать 90 км/ч, являются одной из главных достопримечательностей парка Grona Lund и ежегодно принимает более миллиона посетителей, говорится на сайте парка развлечений.

## Фото

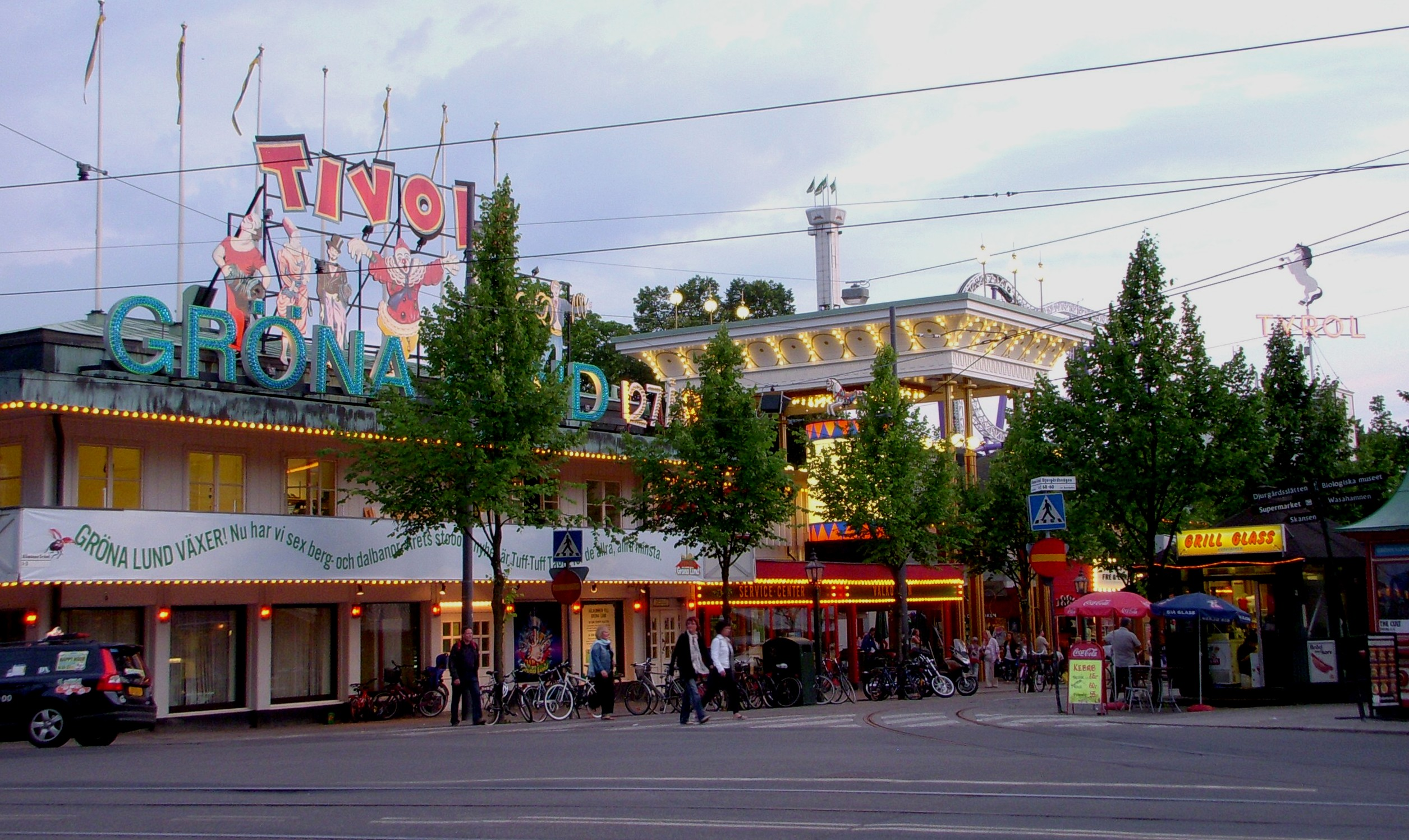
Главный вход
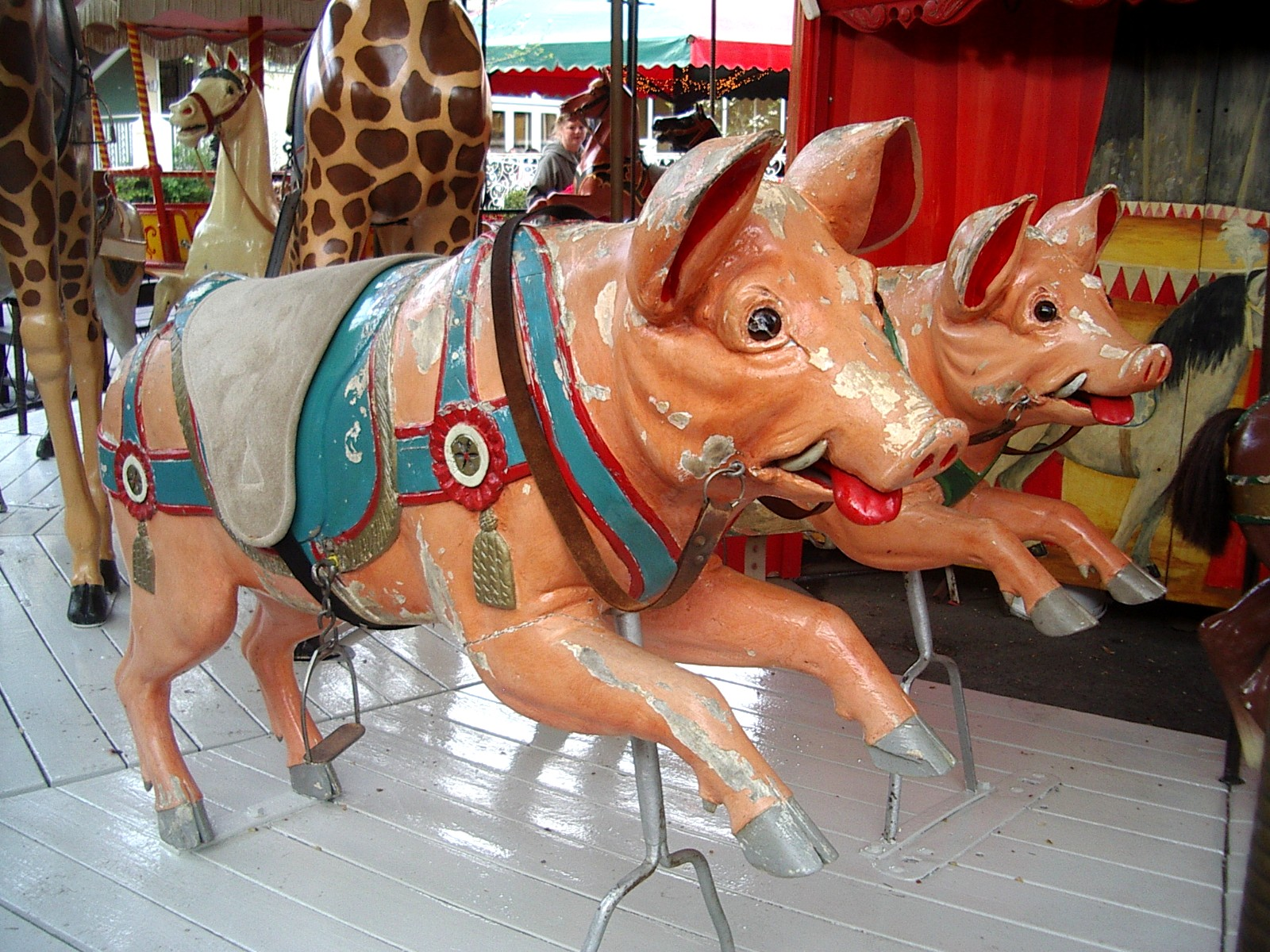
Карусель 19 века